# 新井昌和
あらい正和（あらい まさかず、1970年〈昭和45年〉6月22日 - ）は、日本の俳優。旧芸名・新井昌和。東京都 出身。身長176cm。O型。3歳より劇団ひまわり入団、20歳より劇団昴入団。元劇団ひまわり俳優養成所本社所長。現在、芸能プロダクション「合同会社フォルツァ」所属。

## 出演

### テレビドラマ

#### レギュラー、ゲスト
- 新・江戸の旋風 第6話（1980年、フジテレビ）
- おてんば宇宙人（1981年、日本テレビ） - 河口新平 役
- 宇宙刑事シャイダー 第1話「不思議界」（1984年3月2日、テレビ朝日） - 勇一 役
- 3年B組金八先生スペシャル3（1984年、テレビ朝日） - 中川久男 役
- サーティーン・ボーイ 僕は札束中学生（1985年、TBS） - 浜田 役
- 特捜最前線 第461話「不純異性交遊殺人事件!」（1986年4月17日、テレビ朝日）
- スケバン刑事III 少女忍法帖伝奇 第6話（1986年12月4日、フジテレビ） - 鈴の音 役
- 桃色学園都市宣言 合羽坂学園（1987年、フジテレビ） - レギュラー
- 長七郎江戸日記 第2シリーズ第16話「小鳥を愛した少年」（1988年5月24日、日本テレビ / ユニオン映画） - 次郎 役
- じゃあまん探偵団 魔隣組 第26話「蛙の恩返し」（1988年、フジテレビ） - 蛙ノ介 役
- 超獣戦隊ライブマン 第36話「激突！ 友情のタックル」（1988年、テレビ朝日） - ミノル 役
- 年末時代劇スペシャル五稜郭（1988年、日本テレビ/東映） - 中島恒太郎 役
- 魔法少女ちゅうかなぱいぱい!（1989年、フジテレビ） - レイモンド 役
- 風雲!真田幸村（1989年、テレビ東京/東映） - 豊臣秀頼 役
- 予備校ブギ（1990年、TBS） - 山田役
- はいすくーる落書2（1990年、TBS） - 高山雅俊 役
- 忠臣蔵（1990年、TBS）
- 代表取締役刑事 第14話「告発の行方」（1991年、テレビ朝日）
- 銭形平次 第2シリーズ 第16話「疑惑の影」（1992年、フジテレビ/東映） - 幸助 役
- 電光超人グリッドマン（1993年 - 1994年、TBS/円谷プロ） - 井上良仁 役
- 特捜ロボ ジャンパーソン 第29話、第30話（1993年8月15日、22日、テレビ朝日/東映） - 細川浩司 役
- さすらい刑事旅情編VI 第8話「ナイフを買う女スリが暴く過去」（1993年、テレビ朝日）
- オ・ト・ナにして〜コンプレックス・ブルー（1995年、テレビ朝日）
- 暴れん坊将軍VI 第23話「わが子を裁く鬼の父」（1995年、テレビ朝日/東映） - 鶴吉 役
- 忠臣蔵（1996年、フジテレビ/東映） - 浅野大学 役
- 暴れん坊将軍VIII 第3話「居酒屋の女の告白」（1997年、テレビ朝日/東映） - 守屋大助 役

#### 単発ドラマ
- こども傑作シリーズ「宿題ひきうけ株式会社」（1982年、テレビ朝日） - 主演
- 消えた箱船（1988年、TBS）
- 追いかけたいの（1988年、フジテレビ）
- 記憶なし ある朝突然母が19歳の少女になった（1989年、フジテレビ）
- わたしは武蔵（1989年、フジテレビ）
- いつも誰かに恋してるッ（1990年、フジテレビ）
- ザ・スクープ（1992年、フジテレビ）
- 直木賞作家サスペンス「氷の家」（1990年2月5日、関西テレビ / G・カンパニー）
- 自主退学（1990年4月23日、TBS）
- はぐれ医者・お命預かります!（1995年1月26日、テレビ朝日） - 為吉 役
- 女優X 伊澤蘭奢の生涯（1996年12月27日、TBS/東映） - 石志井寛 役
- 森村誠一の終着駅シリーズ「街・新宿〜伊豆、連鎖殺人の謎!天竜峡から来た女・真犯人も殺された…」（1997年3月22日、テレビ朝日） - 宮沢実 役

### 映画
- ルパン三世 念力珍作戦（1974年、東宝） - ルパン三世（子ども時代） 役
- 四月怪談（1988年3月19日、ヘラルド・エース） - 津田沼宏 役

### Vシネマ
- 巨乳ハンターコミックサンデー連載（1990年4月25日、東北新社、ビデオ・グラフ） - 板東英次 役

### ゲーム
- 実写版ゲームソフト街 〜運命の交差点〜（1998年1月22日） - 主演 雨宮桂馬 役

### 舞台
- 朗読劇×演劇「宮古港海戦」（2015年9月20日）岩手日報宮古広華会・岩手県宮古市 - 土方歳三 役

### 吹き替え
- ウォルト・ディズニー 映画「ピノッキオ」（1983年） - ランプウィック 役

### ラジオ
- めざせ！高校一直線（1988年、ラジオたんぱ） - パーソナリティー
- あらい正和とバニークラッシュ！（2013年〜放送中  市川うららFM） - パーソナリティー
- フォルツァ!スパルタ学園!（2014年放送中  市川うららFM） - パーソナリティ

### CM
- ローソン
- JR東日本
- 森永製菓・チュッパチャップス
- ボブソンジーンズ
- DIC
- ベネッセ
- ツヴァイ

その他多数出演

## 主な演技講師歴
- 劇団ひまわり
- アルカディア声優学院
- ボイスアクターズスクール
- 阿佐ヶ谷演技スクール
- 劇団東俳
- 株式会社シンクバンク
- 合同会社フォルツァ
- テアトルアカデミー
- サンミュージック